# Akira Sone
Akira Sone (素根 輝, Sone Akira; Fukuoka, 25 de setembro de 1990) é uma judoca japonesa, campeã olímpica.

## Carreira
Em 2019, obteve seu primeiro ouro na categoria acima de 78 quilogramas em mundiais a vencer Idalys Ortiz na decisão em Tóquio. Esteve nos Jogos Olímpicos de Verão de 2020 na capital japonesa, onde participou do confronto de peso pesado, conquistando a medalha de ouro após derrotar a cubana Idalys Ortiz. Além disso, compôs o grupo japonês detentor da medalha de prata na disputa por equipes.
Em 2023, foi novamente campeã mundial depois que sua oponente Julia Tolofua ser desclassificada por receber o terceiro shido na final em Doha.